# Округ Сагадахок (Мејн)
Сагадахок (енгл. Sagadahoc County) је округ у америчкој савезној држави Мејн.

## Демографија
По попису из 2010. године број становника је 35.293, што је 79 (0,2%) становника више него 2000. године.
| Група             | 2000.          | 2010.          |
| Белци             | 33.762 (95,9%) | 33.663 (95,4%) |
| Афроамериканци    | 323 (0,9%)     | 254 (0,7%)     |
| Азијати           | 222 (0,6%)     | 269 (0,8%)     |
| Хиспаноамериканци | 391 (1,1%)     | 453 (1,3%)     |
| Укупно            | 35.214         | 35.293         |